# Maggie Ewen
Magdalyn „Maggie“ Ewen (* 23. September 1994 in St. Francis, Minnesota) ist eine US-amerikanische Leichtathletin, die sich auf das Kugelstoßen spezialisiert hat, aber auch im Diskus- und Hammerwurf an den Start geht.

## Sportliche Laufbahn
Magdalyn Ewen sammelte 2013 erste Erfahrungen bei internationalen Meisterschaften, als sie bei den Panamerikanischen Juniorenmeisterschaften in Medellín mit einer Weite von 50,48 m die Silbermedaille im Diskuswurf gewann. Im Herbst begann sie ein Studium an der Arizona State University und schloss dieses 2018 ab. Zudem wurde sie 2017 NCAA-Collegemeisterin im Hammerwurf sowie 2018 im Kugelstoßen und im Diskuswurf. 2017 startete sie im Hammerwurf bei den Weltmeisterschaften in London und verpasste dort mit 66,24 m den Finaleinzug. Im Jahr darauf siegte sie mit 18,22 m im Kugelstoßen bei den NACAC-Meisterschaften in Toronto und gewann zudem mit 59,00 m die Bronzemedaille im Diskuswurf hinter der Kubanerin Yaime Pérez und ihrer Landsfrau Valarie Allman. 2019 startete sie bei den Weltmeisterschaften in Doha im Kugelstoßen und klassierte sich dort mit 18,93 m im Finale auf dem vierten Platz. 2021 siegte sie mit 19,32 m bei den USATF Golden Games und wurde mit 18,54 m Dritte beim British Grand Prix in Gateshead. Nachdem sie eine Qualifikation für die Olympischen Spiele verpasst hatte, wurde sie bei der Bauhaus-Galan mit 19,04 m Dritte und auch beim Diamond League Stop der Hungarian GP Series Budapest wurde sie mit 19,22 m Dritte, ehe sie das Finale bei Weltklasse Zürich mit 19,41 m für sich entschied.
2022 startete sie bei den Hallenweltmeisterschaften in Belgrad und belegte dort mit 19,15 m den fünften Platz. Im Mai wurde sie bei der Doha Diamond League mit 19,32 m Zweite und im Juli gelangte sie bei den Weltmeisterschaften in Eugene mit 18,64 m im Finale den neunten Platz. Im Jahr darauf siegte sie mit neuer Bestleistung von 20,45 m beim USATF Los Angeles Grand Prix sowie mit 19,61 m bei den FBK Games im Kugelstoßen und wurde dann beim Meeting de Paris mit 19,26 m Dritte und gelangte bei den Bislett Games mit 19,52 m auf Rang zwei. Daraufhin siegte sie mit 19,68 m beim USATF NYC Grand Prix sowie mit 19,17 m beim Ed Murphey Classic. Im August erreichte sie bei den Weltmeisterschaften in Budapest das Finale und belegte dort mit 19,51 m den sechsten Platz. Anschließend wurde sie beim Memorial Van Damme mit 19,64 m Dritte. 2024 gelangte sie bei den Hallenweltmeisterschaften in Glasgow mit 18,96 m auf den siebten Platz und auch bei den Hallenweltmeisterschaften im Jahr darauf in Nanjing wurde sie mit 18,63 m Siebte.
In den Jahren 2018 und 2023 wurde Ewen US-amerikanische Meisterin im Kugelstoßen im Freien sowie 2022 in der Halle.

## Persönliche Bestleistungen
- Kugelstoßen: 20,45 m, 27. Mai 2023 in Los Angeles
- Diskuswurf: 62,47 m, 12. April 2018 in Chula Vista
- Hammerwurf: 75,10 m, 18. Mai 2023 in Tucson